# Sommerhyld
Sommerhyld (Sambucus ebulus), også skrevet Sommer-Hyld, er en flerårig, urteagtig plante, der i Danmark vokser meget sjældent på affaldspladser. Blomsterne har en sød, krydret duft. Planten indeholder bitterstoffer og forstadier til blåsyre (blåsyreglykosid), der gør den giftig. Specielt bærrene kan fremkalde diarrhoe og opkastninger.

## Beskrivelse
Sommerhyld er en flerårig, urteagtig plante med en tæt, opret og efterhånden tæppedannende vækstform. Stænglerne er stift oprette, furede, lysegrønne og marvfyldte. Bladene er modsatstillede og fjerdelte med 7-9 lancetformede småblade, der har fint takket rand. Akselbladene er kraftigt udviklede og næsten bladagtige. Oversiden er græsgrøn, mens undersiden er lysegrøn. Både bladene og stænglerne får vinrød efterårsfarve.
Blomstringen foregår i juli-august, og blmsterne er samlet i endestillede, flade skærme med rigtigt mange enkeltblomster. De er 5-tallige og regelmæssige med hvide kronblade og røde støvdragere. Frugterne er sorte stenfrugter ("hyldebær"-agtige).
Rodsystemet består af en vandret krybende jordstængel og tykke, kraftige rødder.
Højde x bredde og årlig tilvækst: 1,00 x 0,50 m (100 x 50 cm/år).

## Voksested
Arten hører hjemme i Makaronesien, Nordafrika, Mellemøsten, Kaukasus, Centralasien og det meste af Europa. Den mangler i Nordeuropa, og i Danmark er den meget sjælden og kun set i Østjylland og på Øerne på affaldspladser, dvs. som bortkastet haveaffald.
Den er knyttet til lysåbne voksesteder med milde temperaturudsving og en let fugtig, kalkrig og næringsrig jord. Den findes i sit naturlige udbredelsesområde i skovbryn og -lysninger, på ruderater og langs hegn.
I buskadser og krat ved Obermassen, nær Unna, Tyskland, findes arten sammen med bl.a. avnbøg, benved, alm. brombær, fjerbregne, guldnælde, hassel, humle, alm. hyld, korsknap, kvalkved, miliegræs, alm. syren, vedbend, dunet gedeblad, engriflet hvidtjørn, korbær, lundrapgræs, rød kornel, skvalderkål, slåen og stilkeg

## Anvendelse
Sommerhyld kan anvendes i haverne som en kraftigtvoksende og bunddækkende flerårig urt. Den tager let overhånd og bliver ukrudtsagtig, men kan man styre den, har man en dejligt duftende og insektrig plante, som tilmed får gode høstfarver.
| Portal | Portal:Botanik |

## Note
1. ↑  Landesanstalt für Ökologie, Bodenordnung und Forsten des Landes Nordrhein-Westfalen: Unna. Stadtökologischer Fachbeitrag (tysk)